# Messaoud Bellemou
Messaoud Bellemou (en arabe : مسعود بلمو) est un musicien algérien. Né en 1946 à Aïn Témouchent, il a grandement influencé le raï moderne à ses prémisses. Souvent surnommé à ce titre comme le « père du raï moderne », il se fait connaître d'abord comme trompettiste, jouant par la suite d'autres instruments comme le saxophone, le violon et l'accordéon. Il est celui qui a fait la jonction entre l'ancestral gasba (la flûte) et la trompette, modernisant ainsi le raï traditionnel.

## Biographie
Messaoud Bellemou est issu d'une famille de cultivateurs. À l'âge de 10 ans, il joue du clairon et rejoint la fanfare locale. Il assiste souvent aux concerts de raï rural - la forme du raï traditionnelle avec flûte, gallal et percussion longiligne - ainsi qu'aux prestations de stars locales comme Cheikha Ouachma, Cheikha Bekhta et Cheikh Brahim.
À 18 ans, Bellemou décide de jouer du raï en remplaçant la flûte par la trompette, un style qu'il affûte avec Belkacem Bouteldja. De 1964 à 1968, il reprend les airs du blues oranais interprétés depuis des siècles sur un roseau, faisant de lui le créateur de la version pop du raï. Avec son groupe, il joue dans tout le pays sans rencontrer beaucoup de succès. Il recrute des musiciens comme Hamani Hadjoum ou Younés Benfissa, et ensemble ils réalisent leur premier enregistrement en 1973 à Oran chez Zed el-Youm Édition : le 45 tours Sidi H'bibi qui est suivi d'autres contient des textes trop licencieux pour l'époque. 
Dans un village proche d'Aïn Témouchent, Bellemou découvre Sghir Bouteïba un chanteur à la voix ample qui chante alors de façon allusive Ya moulat el-villa. En 1975, sa troupe se produit dans la boîte de nuit le Biarritz sur la corniche oranaise. Le trompettiste y est ensuite rejoint par Belkacem Bouteldja. Jusqu'à 1982, le raï de Bellemou attire le public de l'Ouest d'Oran à ses concerts.
Beaucoup d'artistes s'en inspireront dans le pop raï notamment les chebs Khaled ou Cheb Mami qui populariseront le genre. Des groupes plus jeunes comme Fanfaraï Big Band compte aussi Bellemou parmi ses inspirations.

## Discographie

### Albums
- 1996 Le roi de la trompette raï (avec Gana El-Maghnaoui)
- 1999 Father of rai
- 1999 C’est pas ma faute

### Singles
- 1973 Sidi h'bibi
- .1975.. Zerga wa mesra
- 1980... Ya moulat el-villa